# 新期モレーン
新期モレーン (しんきもれーん）は、最終氷期に氷河によって形成されたモレーンを指し、古期モレーンに対して風化が進んでおらず新鮮な地形を残しているのが特徴である。河川システムの発達が不十分であり、湖沼が数珠繋ぎのようになったり、砂丘があったりする景観を呈している。このような景観は新期モレーン景観と呼ばれる。
北ドイツ平原、とりわけベルリン近郊では最終氷期最盛期のフランクフルト期(19.600-17.900年前)以降に氷床から解放された地域となっている。フランクフルト期のモレーン以北の地域である。